# Galileo Vercesi
Galileo Vercesi (Montù Beccaria, 3 marzo 1891 – Cibeno Pile, 12 luglio 1944) è stato un partigiano italiano Medaglia d'argento al valor militare alla memoria, fece parte del Comando generale del Corpo volontari della libertà.

## Biografia
Studiò Giurisprudenza all'Università degli Studi di Pavia come convittore del Collegio Borromeo. Partecipò come volontario alla prima guerra mondiale e fu decorato con due medaglie di bronzo. Nel dopoguerra si era impegnato in politica e, sino allo scioglimento dei partiti decretato dal fascismo, era stato segretario del Partito popolare a Milano. Non volle mai aderire al PNF e fu, per questo, sempre controllato dalla polizia. Ciò non gli impedì, nel 1938, di riprendere clandestinamente la sua militanza.
Dopo l'8 settembre 1943, col nome di copertura di "Cusani", fu tra gli organizzatori della Resistenza nel Milanese. Per la sua esperienza politica e militare, entrò a far parte del Comando generale del Corpo volontari della libertà come comandante delle formazioni della Democrazia Cristiana. Gli sarebbe succeduto nell'incarico Enrico Mattei, quando l'avvocato, era il 17 marzo 1944, fu arrestato nel suo studio dalla polizia.
Incarcerato a Monza e poi trasferito a San Vittore, il 9 giugno fu avviato al Campo di concentramento di Fossoli. Fu fucilato dai tedeschi, per rappresaglia, nel vicino poligono di tiro di Cibeno, con altri 66 deportati. A Galileo Vercesi è dedicato un Circolo cooperativo di Canegrate. Al suo nome, a Pavia, è stata intitolata la vecchia via Darsena. Un gruppo di case a Baggio (Milano) reca il suo nome.